# قصر ركابي ن آيت حسو
قصر ركابي ن آيت حسو هو قصرٌ (قريةٌ محصنة) في المغرب، يقعُ في منطقة جهة درعة تافيلالت. بني هذا القصر بتقنية التربة المدكوكة، حيثُ استعمل فيه الطين. تبلغ مساحته 0.36 هكتار.